# Comuna Coțușca, Botoșani
Coțușca este o comună în județul Botoșani, Moldova, România, formată din satele Avram Iancu, Cotu Miculinți, Coțușca (reședința), Crasnaleuca, Ghireni, Mihail Kogălniceanu, Nichiteni, Nicolae Bălcescu și Puțureni.

## Așezare geografică
Comuna Coțușca, in forma actuala, a luat ființă in urma noii împărțiri administrativ-teritoriale a României din primăvara anului 1968, cuprinzând la acea data vechea comuna Coțușca si comuna Crasnaleuca.
Este situata in nordul Câmpiei Moldovei, in județul Botoșani, atingând altitudinea maxima pe dealul Bodron, cu o înălțime de 271 metri.
Teritoriul comunei este străbătut de cursul pâraielor Ghireni si Volovăț, afluenți ai Prutului.
In partea de nord se învecinează cu comuna Rădăuți Prut si râul Prut, care include intre cele doua coturi satele Cotu Miculinți si Crasnaleuca, la nord-vest - comuna Viișoara, la sud-vest - comuna Mileanca si orașul Darabani, la sud cu comunele Drăgușeni si Avrămeni, iar la est - comuna Mitoc si o parte din râul Prut.
Comuna Coțușca are in componenta un număr de 9 sate. Centrul de comuna se afla in satul Coțușca, situat in centrul perimetrului comunei, celelalte sate fiind dispuse astfel:
- Ghireni la 4 km nord est,
- Cotu Miculinti la 10 km nord-est,
- Crasnaleuca la 10 km est-nord est,
- Putureni la 2 km sud,
- N. Balcescu la 6 km sud-sud vest,
- Nichiteni la 3.5 km sud-est,
- Avram Iancu la 7.5 km sud-est
- M. Kogalniceanu la 6.5 km sud.

## Relieful
Înfățișarea actuala a reliefului din comuna Coțușca este rezultatul unei evoluții îndelungate care s-a desfășurat sub influenta a doua categorii de factori: factori interni reprezentați prin roca, structura si tectonica si factori externi reprezentați prin elemente climatice, hidrografice si biogeografice.
Relieful actual colinar si deluros a fost sculptat in cea mai mare parte începând din pliocenul superior si pleistocen.
Rolul principal in modelarea reliefului l-a jucat Prutul si, in funcție de evoluția văii lui, au evoluat si văile apelor tributare: pâraiele Ghireni, Volovăț, pârâul Calului afluent al Volovățului, care au contribuit la formarea aspectului colinar al regiunii alături si de alți factori externi reprezentați de procesele deluviale, precipitațiile, vanturile si factorul antropic.

## Clima
Înregistrările făcute la Stația Meteorologica Dorohoi si cea de la Avrămeni scot in evidenta ca temperatura aerului si regimul anual se încadrează intre limitele existente in climatul temperat continental de nuanța excesiva.
Aceasta parte a tarii, in care este situat teritoriul comunei Coțușca, este acoperita in timpul iernii de masele reci ale anticiclonului continental, iar vara de aer cald si uscat, climatul având un caracter continental, subliniind faptul ca pe șesul Prutului condițiile sunt puțin mai aspre iarna decât pe colinele domoale din sudul teritoriului.
Media anuala a temperaturii aerului este de 8.4 grade C, existând o tendință de mărire a temperaturii.

## Flora și fauna
Situat in partea Nordica a Podișului Moldovei si Câmpiei Moldovei, teritoriul comunei Coțușca are o vegetație bogata. In condițiile de clima uscata si de roci pedogenetice bazice, o productivitate ridicata o au pădurile de fag si cele amestecate de stejar cu alte foioase. Pe solurile cernoziomce, foarte trofice, s-a instalat o vegetație de păduri si pajiști xerofite bogate in specii, dar de o productivitate mai redusa din cauza climei uscate.
Comunei Coțușca ii este specifica vegetația de silvostepa.
In funcție de condițiile climatice si de vegetație, pe teritoriul comunei Coțușca întâlnim următoarele tipuri 
- faunistice:
- fauna de silvostepa,
- fauna pădurilor,
- fauna bălților,
- fauna acvatica,
- fauna din cuprinsul așezărilor omenești.

## Solurile
Sub influenta formelor de mezo si microrelief, a climei si a vegetației naturale, teritoriul comunei prezinta o diversitate însemnată a solurilor (71 unități de sol), grupate in:
- cernoziomuri (12%),
- faeziomuri(46%),
- aluviosoluri(11%),
- regosoluri (6%) s.a.

De remarcat ca pe 56% din suprafața agricola, solurile sunt afectate de eroziune de suprafața (moderata, pana la foarte puternica), iar 318 ha sunt cu eroziune de adâncime (excesiva).
Teren cu exces de umiditate cauzat de apa freatica si cele inundabile ocupa 18% din teritoriul comunei.

## Căi de comunicații
Suprafața comunei este de 11862 ha, iar lungimea totala a drumurile publice este de 228 km.

## Cultură
Așezate într-un cadru natural extreme de generos si la întretăierea unor străvechi drumuri comerciale care își păstrează importanta atât in prezent cat si in viitor DJ Botosani-Radauti Prut si DJ  Darabani-Mileanca-Puțureni-Ghireni si DN Avrameni-Radauti Prut. Pentru valorificarea tradițiilor si educarea in spirit comunitar si dinamizarea comunicării si cunoașterii intre oameni si intre localitățile din zona, in comuna Coțușca se organizează o serie de manifestări culturale, spectacole artistice care au loc la Căminul Cultural Coțușca.

## Demografie
Componența etnică a comunei Coțușca
     Români (90,14%)
     Alte etnii (0,05%)
     Necunoscută (9,82%)
Componența confesională a comunei Coțușca
     Ortodocși (87,76%)
     Penticostali (1,19%)
     Alte religii (1,04%)
     Necunoscută (10,01%)
Conform recensământului efectuat în 2021, populația comunei Coțușca se ridică la 4.126 de locuitori, în scădere față de recensământul anterior din 2011, când fuseseră înregistrați 4.627 de locuitori. Majoritatea locuitorilor sunt români (90,14%), iar pentru 9,82% nu se cunoaște apartenența etnică. Din punct de vedere confesional, majoritatea locuitorilor sunt ortodocși (87,76%), cu o minoritate de penticostali (1,19%), iar pentru 10,01% nu se cunoaște apartenența confesională.

## Politică și administrație
Comuna Coțușca este administrată de un primar și un consiliu local compus din 15 consilieri. Primarul, Constantin-Viorel Ciobanu[*], de la Partidul Social Democrat, este în funcție din octombrie 2020. Începând cu alegerile locale din 2024, consiliul local are următoarea componență pe partide politice:
|  | Partid                    | Consilieri | Componența Consiliului | Componența Consiliului | Componența Consiliului | Componența Consiliului | Componența Consiliului | Componența Consiliului | Componența Consiliului | Componența Consiliului | Componența Consiliului | Componența Consiliului |
|  | ------------------------- | ---------- | ---------------------- | ---------------------- | ---------------------- | ---------------------- | ---------------------- | ---------------------- | ---------------------- | ---------------------- | ---------------------- | ---------------------- |
|  | Partidul Social Democrat  | 10         |                        |                        |                        |                        |                        |                        |                        |                        |                        |                        |
|  | Partidul Național Liberal | 5          |                        |                        |                        |                        |                        |                        |                        |                        |                        |                        |

## Personalități născute aici
- Constantin Simirad (1941 - 2021), politician, fost primar al municipiului Iași;
- Dan Găureanu (1967 - 2017), scrimer.